# Coco Mademoiselle
Ne doit pas être confondu avec Coco (parfum).
Coco Mademoiselle est un parfum de Chanel lancé en 2001.
Il a été créé par Jacques Polge, fidèle parfumeur auprès des Parfums Chanel depuis 1978.